# Peliosanthes gracilipes
Peliosanthes gracilipes là một loài thực vật có hoa trong họ Măng tây. Loài này được (Craib) N.Tanaka mô tả khoa học đầu tiên năm 1999.